# Art Emoji
L'art Emoji (de l'anglais : Emoji Art) est un art consistant à utiliser les caractères emoji (絵文字), des caractères graphiques dérivés des émoticônes), pour produire des dessins, proches des calligrammes, à la manière de l'art ASCII. Les caractères emoji du système Unicode on la caractéristique d'être en couleur sur les smartphones, cela permet donc de produire des dessins plus complexes et colorés que dans l'art ASCII.
Certains y incluent également des rébus utilisant des emoji. 
L'art Emoji s'applique également à la littérature  contemporaine, où les récits sont entièrement écrits en emoji pour former un livre universel compréhensible par tous sans connaissances d'un langage particulier.